# Подгорная (Малодорское сельское поселение)
Подго́рная — деревня в Устьянском районе Архангельской области.

## География
Деревня находится на юго-западе Устьянского района, на правом берегу реки Соденьга (приток Устьи). Выше Подгорной по течению Соденьги находится деревня Якушевская, ниже — деревни Глазанова и Спасская. Напротив Подгорной, на левом берегу Соденьги, находится центр МО «Малодорское» — село Малодоры.

## История
Согласно «Вологодским ведомостям», в 1853 году Подгорная относилась к Павлицевской волости, а в 1900 году — к  Малодорской волости Вельского уезда Вологодской губернии. В 1919 году в Малодорскую волость были посланы сотрудники Чрезвыкома для погашения народного недовольства, вызванного чрезвналогом и реквизицией. В 1929 году, после упразднения губернско-уездно-волостного деления, Подгорная, в составе Малодорского сельского Совета, отошла к вновь образованному Устьянскому району Няндомского округа Северного края РСФСР. В 1936—1937 годах — в составе Северной области. С 1937 года — в Архангельской области. С 2006 года Подгорная входит в состав Малодорского сельского поселения.

## Демография
Численность населения деревни Подгорная, по данным Всероссийской переписи населения 2010 года, составляет 46 человек. На 1.01.2010 было 49 человек. 

### Карты
- [mapp38.narod.ru/map1/index111.html Топографическая карта P-38-111,112. Малодоры]
- Подгорная на Wikimapia
- Подгорная на сайте Космоснимки